# Ana Forns Gibert
Ana Forns Gibert, (Terrassa,17 de setembre de 1929 -) és considerada la primera terapeuta ocupacional catalana i una de les primeres que hi va haver a l'estat espanyol. Organitzà els primers departaments de teràpia ocupacional a Catalunya i participà activament en el reconeixement de la professió a Espanya.

## Biografia
Durant els anys cinquanta del segle XX la malaltia de la poliomielitis feia estralls especialment entre la població infantil espanyola ja que deixava greus seqüeles físiques, temporals o permanents als afectats. L'any 1956, en plena epidèmia de la polio, l'ATS Ana Forns va establir contacte amb professionals de l'Organització Mundial de la Salut que havien vingut a Barcelona per tal de formar i seleccionar personal per organitzar serveis de rehabilitació. A través d'ells va aconseguir una beca per estudiar teràpia ocupacional a l'estranger ja que  llavors no existien estudis reglats a Espanya. El 1961 va obtenir el títol a la Liverpool School of Occupational Therapy del Regne Unit.
En tornar va organitzar el departament de Teràpia ocupacional del centre de rehabilitació de Terrassa, el qual, inaugurat el 1958, va ser el primer a l'estat espanyol. Allà es rehabilitava infants i adults que presentaven patologies com la poliomielitis, la paràlisi cerebral, les lesions medul·lars, les hemiplegies, així com altres patologies neurològiques. A mitjans dels anys seixanta del segle XX eren pocs els hospitals on es realitzaven tractaments de teràpia ocupacional i pocs els professionals disponibles. L'Ana Forns va ser requerida per a organitzar el departament a la “Ciudad Sanitaria Francisco Franco”, avui Hospital de la Vall d'Hebron., i després els de les mútues laborals Mútua laboral Asepeyo i Mútua Catalana (després Mapfre) i l'Institut Guttmann.
El 1966 va conèixer a Ángel Alonso, terapeuta ocupacional encarregat dels centres de la Seguretat Social, que l'animà a participar en un grup de terapeutes que a Madrid volien organitzar una associació. S'hi afegí i el 1967 es legalitzà la Asociación Española de Terapia Ocupacional AETO (després Asociación Profesional Española de Terapeutas Ocupacionales APETO) (BOE 11 de maig de 1967). Ana Forns en va ser vicepresidenta entre 1971 i 1975. A Madrid, també donà classes no retribuïdes a la Escuela Nacional de Terapia Ocupacional ENTO (engegada l'any 1961 per Mercedes Abella).
Dins de l'Asociación va promoure i aconseguí el 1974, l'entrada d'Espanya a la World Federation of Occupational Therapists WFOT com una forma de millorar el nivell i reconeixement de la disciplina al país. Va ser anomenada delegada espanyola.Participà com a ponent a diversos congressos internacionals. L'any 1993 l'Escola Universitària d'Infermeria de la Creu Roja de Terrassa, va iniciar els estudis de teràpia ocupacional a Catalunya. Ana Forns hi col·laborà en la redacció del programa i donà classes dos cursos.

## Premis i distincions
L'any 2007, la Facultat de Ciències de la Salut de la Universitat de La Corunya i la Asociacíón Professional Galega de Terapeutes Ocupacionais APGTO, li van fer lliurament, de la medalla d'or de la Teràpia ocupacional. El 2010 va ser anomenada sòcia honorífica de l'Associació de Professionals de Terapia Ocupacional de Catalunya APTOC (després Col·legi de Terapeutes Ocupacionals de Catalunya COTOC).
L'any 2023 va rebre la Medalla Josep Trueta que atorga la Generalitat de Catalunya, com a professional destacada en l'àmbit de la salut.